# Sable Island Airport
Sable Island Airport är en flygplats i Kanada.   Den ligger i provinsen Nova Scotia, i den östra delen av landet, 1 300 km öster om huvudstaden Ottawa. Sable Island Airport ligger 4 meter över havet. Den ligger på ön Sable Island.
Terrängen runt Sable Island Airport är mycket platt. Trakten är glest befolkad. Det finns inga samhällen i närheten.